# Cambremer
Cambremer är en kommun i departementet Calvados i regionen Normandie i norra Frankrike. Kommunen ligger i kantonen Cambremer som ligger i arrondissementet Lisieux. År 2022 hade Cambremer 1 307 invånare.

## Befolkningsutveckling
Antalet invånare i kommunen Cambremer
Referens: INSEE